# 中華電影公司
中華電影股份有限公司又稱中華電影公司、中華電影，是中國上海歷史上的一家電影公司。
1939年6月，刘呐鷗、穆时英、黄天始等人在上海成立該公司。該公司垄断华中、华南日本占领区的影片发行。1942年4月，该公司投资的12家私营影片公司合并成为中华联合制片股份有限公司（簡稱中联）。
1943年5月、中華電影公司又与中联、上海影院公司合并成立中华电影联合股份有限公司（简称華影），實行製片、發行、放映三位一體，並且壟斷汪精衛政權境內所有的電影事業。汪精衛政權宣传部长林柏生出任該公司理事长，川喜多长政出任副理事長，陈公博、周佛海等出任理事，汪精衛政權中宣部生沪办事处处长冯节任总经理，张善琨任副总经理，張石川任制片部长，柳中浩任副部长。該公司拍攝過宣揚大東亞共榮圈的影片。1945年日本投降後被國民政府中宣部中央电影摄影场接收。